# Alexander Wikner-Nordberg
Claes Alexander Wikner Nordberg född 1 mars 1985 är en före detta svensk basketspelare (forward) från Södertälje BBK som har spelat i Sveriges U20-landslag. Han är 206 cm lång.
Alexander Wikner-Nordberg spelade i hela karriären i Södertälje BBK och för Södertälje Kings i perioden 2002-2011. Han var med att vinna SM-guld 2005 och spelade i det svenska landslaget 2006. Han bestämde sig för att lägga ner elitsatsningen 2011.
Alexander Wikner-Nordberg är son till före detta basketspelaren Ann-Marie Wikner.

### Fotnoter
1. ↑  ”EM-kval 2003”. Svenska Basketförbundet. 31 juli 2003. Arkiverad från originalet den 21 augusti 2003. https://web.archive.org/web/20030821021518/http://www.basket.se/t3.asp?p=4658&x=1&a=22433. Läst 25 januari 2008.

### Webbkällor
- Alexander Wikner-Nordberg Basketball Player Profile, stats, biography, career - EUROBASKET